# Dolwyddelan
Dolwyddelan est un village et une communauté du borough de comté de Conwy, au pays de Galles.
Il est situé dans le sud-ouest du borough de comté, dans la vallée de l'Afon Lledr (en). Au recensement de 2011, la communauté de Dolwyddelan, qui comprend aussi le village de Pentre Bont (en), comptait 474 habitants.
Au Moyen Âge, Dolwyddelan est un lieu important du royaume de Gwynedd. C'est probablement là qu'est né le prince Llywelyn le Grand vers 1173. Il y fait bâtir un château fort (en) dans la première moitié du XIIIe siècle.